# Port Browning
Port Browning är en vik i Kanada.   Den ligger i provinsen British Columbia, i den södra delen av landet, 3 600 km väster om huvudstaden Ottawa.
I omgivningarna runt Port Browning växer i huvudsak barrskog.